# Heilingen
Heilingen a fost o comună din landul Turingia, Germania. Din decembrie 2007 face parte din Uhlstädt-Kirchhasel.